# Affaire Kaas
Pour les articles homonymes, voir Kaas.
L’affaire Kaas est un crime non résolu qui a lieu le 5 avril 1992, lorsque Sylviane Kaas est assassinée à son domicile alors que son mari et leurs quatre enfants sont sortis au cinéma à Rouen. Sur la base d'une dénonciation, son mari André Kaas est emprisonné un an et demi après. Un non-lieu général est prononcé le 26 mars 2004. À ce jour, l'assassin n'a pas été identifié.

## Les faits
Sylviane Grulois, épouse Kaas, est assassinée à son domicile, situé à Anneville-Ambourville (Seine-Maritime), dans l'après-midi du 5 avril 1992. Elle est tuée par sa propre arme à feu — une Winchester cachée au-dessus de sa penderie — de trois balles de .22 Long Rifle dans le thorax alors qu'André Kaas et ses 4 enfants sont partis voir un film dans un cinéma de Rouen. 
En rentrant à 19 h 10, ils découvrent que la voiture de Sylviane n'est pas sur le parking et un désordre inhabituel dans la maison. C'est Jérôme, 11 ans à l'époque, qui retrouve sa mère allongée dans la chambre au premier étage de la maison avec le fil du téléphone serré autour du cou et trois impacts de balles sur le corps,.

## Biographies
André Kaas, né le 20 novembre 1951, est un homme d'affaires juif né au Maroc. Il a fait fortune comme promoteur immobilier. À la tête de onze sociétés de gestion et de construction immobilière, il emploie près de 4 000 salariés. Il habite une villa luxueuse dans un parc planté d'arbres de quatre hectares, une gouvernante Sabine y servant à table et deux jardiniers soignant les massifs. Nouveau riche qui étale sa fortune de manière ostentatoire, c'est une personnalité flamboyante qui a oscillé toute sa vie entre faillite et fortune, qui collectionne les maîtresses et qui est aussi l'amant de sa belle-mère. Son style de vie choque et suscite des jalousies dans son entourage professionnel et chez certaines personnes qui le côtoient de près ou de loin. Le couple qui a 4 enfants (Nathalie, 21 ans, Julien, 14 ans, Jérôme, 11 ans et Aurélien, 2 ans au moment des faits) pratique l'échangisme et le libertinage, sa femme Sylviane collectionnant elle aussi les amants.
Judoka, il s'attire aussi les foudres de la police rouennaise en fondant un club de judo et en donnant des cours d'arts martiaux à des jeunes de cité, pour certains, trafiquants de drogue.

## Conduite de l'enquête
L'affaire est, en premier lieu, conduite par la gendarmerie de Duclair. Elle constate le vol de bijoux et de tableaux, et en conclut à un crime crapuleux. Mais l'affaire est reprise par le SRPJ de Rouen, qui écoute les rumeurs de la ville concernant André Kaas. La police cherche des preuves en faisant pression sur les témoins, mais n'en trouve pas. Le mobile d'assassinat de Sylviane par son mari repose sur une assurance-vie et un héritage. Sylviane Kass possédait une galerie d'art, rue de la République, et une agence immobilière, mais laisse un passif de 27 millions de francs. Elle avait contracté une assurance-vie mais qui est destinée non pas à son mari, mais au Crédit foncier de Rouen, afin de garantir le paiement de ses dettes s'élevant à 5 millions de francs auprès de l'organisme financier.
En septembre 1993, un homme emprisonné, Douha Djoubri, dénonce André Kaas comme le commanditaire du meurtre de sa femme, ayant employé deux hommes de main, un ancien docker de Rouen, Abdelmalik Mestoui, dit Malek, et Jimmy Aubourg, tous deux toxicomanes. Le 8 novembre 1993, André Kaas et ces deux suspects sont arrêtés et écroués,.

## Suspicion d'antisémitisme
André Kaas est d'origine juive séfarade, sa réussite et son style de vie flamboyant n'ont fait qu'attiser les jalousies. La Police appelait André Kaas, qui était en relatif surpoids, « le Gros Juif ». De plus, il fut, à plusieurs reprises, injurié et maltraité par les agents venus l'arrêter à son domicile.

## Résultat
Après de multiples péripéties, André Kaas est libéré le 16 octobre 1996. Pendant son emprisonnement, les banques ont vendu tous les biens de la famille. Après avoir passé 3 ans en prison et être resté 8 ans sous contrôle judiciaire, le non-lieu définitif est prononcé dans cette affaire le 26 mars 2004, 12 ans, jour pour jour après la mort de sa femme. 
Les pertes financières pour la famille Kaas s'élèveraient à plus de 1,7 million d'euros. En décembre 2007, la Commission nationale de réparation de la détention provisoire lui accorde 173 000 euros d'indemnités alors qu'il réclamait 5 millions d'euros au titre du préjudice moral et économique.

## Une piste inexplorée?
Selon l'émission Faites entrer l'accusé, une quinzaine de jours avant la mort de Sylviane, un vendeur en lithographie, prétendant œuvrer pour l'aide à la réinsertion des personnes sortant des maisons d'arrêt, se serait présenté au domicile (la gendarmerie en a eu connaissance cinq jours après le début de l'enquête à la suite de la déposition d'un des enfants Kaas). L'homme correspond au portrait-robot constitué à partir de différents témoignages. Il est soupçonné d'une vingtaine d'agressions et en a reconnu treize. C'est un faux démarcheur, impulsif et violent. Lors du meurtre, une dizaine de tableaux ont été volés (le matériel hi-fi a été ignoré). Mis en garde à vue, ce vendeur est relâché faute de preuves.

## Documentaires télévisés
- « André Kaas, la mauvaise réputation » en avril 2007 et juillet 2008 dans Faites entrer l'accusé présenté par Christophe Hondelatte sur France 2.
- « André Kaas : accusé à tort » le 16 octobre 2005 dans Secrets d'actualité sur M6, puis le 21 janvier 2009 dans Enquêtes criminelles : le magazine des faits divers sur W9.
- « L'affaire André Kaas » (deuxième reportage) le 3 juillet, le 8, le 19 et le 28 octobre, et le 5 novembre 2010 dans Affaires criminelles présenté par Yves Renier sur NT1.
- « Mauvaise réputation : L'affaire André Kaas » le 18 août 2010 dans Accusé à tort sur M6, puis le 2 janvier 2012 dans Enquêtes criminelles : le magazine des faits divers sur W9.
- « L'affaire Sylviane Kaas » dans Non élucidé : L'enquête continue sur RMC Story.
- « L'innocent n'était pas parfait » en 2005 sur France 2.

## Émission radiophonique
- « Erreur judiciaire : l'affaire André Kaas » le 16 septembre 2014, et « L'affaire André Kaas » le 25 février 2019 dans L'Heure du crime de Jacques Pradel sur RTL.
- « L'affaire André Kaas » le 8 septembre 2016 dans Hondelatte raconte de Christophe Hondelatte sur Europe 1.
- « André Kaas, d'entrepreneur à succès à coupable idéal » : épisode 16, diffusé en mai 2021, du podcast "Les voix du crime", de RTL.
- « André Kaas, le veuf accusé à tort » : épisodes 1 à 4, diffusés en mai 2023 puis en septembre 2024, du podcast "Home(icides)"

## Divers
2019 : Le rappeur Seth Gueko évoque la personnalité d'André Kaas dans sa chanson Destroy, issue de l'album portant le même titre.